# Międzynarodowy Konkurs i Festiwal Indywidualności Muzycznych im. Aleksandra Tansmana
Międzynarodowy Konkurs i Festiwal Indywidualności Muzycznych im. Aleksandra Tansmana
Pierwszy Międzynarodowy Konkurs Indywidualności Muzycznych im. Aleksandra Tansmana odbył się w listopadzie 1996 roku w Łodzi w ramach obchodów Roku Aleksandra Tansmana.
Założeniem imprezy jest prezentacja muzyków krajowych i zagranicznych, osób o dorobku zasługujących na miano indywidualności. Organizatorzy przyznają nagrodę "Tansmana". 